# Robert Chrząszcz
Robert Józef Chrząszcz (ur. 7 października 1969 w Wadowicach) – polski duchowny rzymskokatolicki, misjonarz, biskup pomocniczy krakowski od 2021.

## Życiorys
Urodził się 7 października 1969 w Wadowicach. Kształcił się w Niższym Seminarium Duchownym oo. Bernardynów w Kalwarii Zebrzydowskiej. W latach 1988–1994 odbył formację w Wyższym Seminarium Duchownym Archidiecezji Krakowskiej, a także studia filozoficzno-teologiczne na Papieskiej Akademii Teologicznej w Krakowie, zakończone uzyskaniem magisterium. 8 maja 1993 kardynał Franciszek Macharski, arcybiskup metropolita krakowski, udzielił mu święceń diakonatu, a 14 maja 1994 w katedrze na Wawelu wyświęcił go na prezbitera. Inkardynowany został do archidiecezji krakowskiej.
Po święceniach kapłańskich pracował jako wikariusz w parafiach w Krakowie, najpierw w latach 1994–1999 w parafii Zesłania Ducha Świętego, a w latach 1999–2005 w parafii Matki Bożej Różańcowej. W 2005 wyjechał na misję do archidiecezji Świętego Sebastiana w Rio de Janeiro w Brazylii, gdzie objął stanowisko administratora, a następnie proboszcza parafii św. Łucji w Rio de Janeiro. Tam przyczynił się do wybudowania kościoła parafialnego, organizował nabożeństwa drogi krzyżowej i misteria męki Pańskiej, w których wierni licznie uczestniczyli, szerzył kult Matki Bożej Kalwaryjskiej, a także wprowadzał polskie tradycje, np. zwyczaj łamania się opłatkiem. Następnie został mianowany proboszczem parafii św. Piotra w Rio de Janeiro. W latach 2009–2014 był ponadto dziekanem drugiego dekanatu regionu Jacarepaguá, zaś w 2014 objął funkcję wikariusza biskupiego tego regionu. Został też archidiecezjalnym koordynatorem służby liturgicznej.
11 listopada 2020 papież Franciszek prekonizował go biskupem pomocniczym archidiecezji krakowskiej ze stolicą tytularną Forconium. Święcenia biskupie otrzymał 6 lutego 2021 w sanktuarium św. Jana Pawła II w Krakowie. Głównym konsekratorem był Marek Jędraszewski, arcybiskup metropolita krakowski, a współkonsekratorami kardynał Stanisław Dziwisz, arcybiskup senior krakowski, i arcybiskup Salvatore Pennacchio, nuncjusz apostolski w Polsce. Jako zawołanie biskupie przyjął słowa „Christo portas aperite” (Otwórzcie drzwi Chrystusowi), zaczerpnięte z homilii Jana Pawła II wygłoszonej podczas inauguracji pontyfikatu.
W ramach prac Konferencji Episkopatu Polski wszedł w skład Komisji ds. Polonii i Polaków za Granicą, Rady ds. Duszpasterstwa Młodzieży, Zespołu przy Delegacie KEP ds. Duszpasterstwa Emigracji Polskiej i Zespołu ds. Nowej Ewangelizacji (przy Komisji Duszpasterstwa).